# Književna periodizacija
Književni period je jedan od najširih pojmova u književnoj periodizaciji. Označava duži književno-istorijski odsek vremena, u kome se zapaža jedinstvo vrlo raznorodnih skupina činilaca - spoljašnjih i unutrašnjih, tj. društveno-idejnih, socio-psiholoških, opštekulturnih i opšteumetničkih sa jedne strane, i formalno-stilskih, žanrovskih i teorijsko-poetičnih sa druge.
Naporedo sa ovim, upotrebljava se i termin epoha i razdoblje - neki teoretičari smatraju da književni period pokriva manji vremenski odsečak, a epoha duži, dok bi razdoblje bio nadređen pojam za oba prethodna. (A. Flaker).
Nisu dovoljno razgraničeni ni pojmovi književni period i književni pravac. Po Veleku, književni period je vremenski odeljak u kom vlada jedan sistem književnih normi, merila i konvencija, čije se uvođenje, širenje, menjanje i iščezavanje mogu pratiti, što bi po H. Markjeviču više odgovaralo pojmu književnog pravca, a po Flakeru pojmu stilske formacije. I Markjevič i Flaker pod književnim periodom podrazumevaju odsek istorije književnosti u kome se javlja specifičan sistem književnih pravaca, odnosno stilskih formacija ili stilskih grupa.
Granicu između perioda predstavlja ulazak u ofanzivnu fazu bar jednog od novih književnih pravaca, što predstavlja pojavu "novog čoveka" u književnosti. Iz ovoga proizlazi da u književnom periodu može postojati i više književnih pravaca, ali je jedan od njih dominirajući i daje glavnu stilsku odliku perioda.
Pojam period se može odrediti kao:
1. 1. stilsko-tipološka kategorija
  2. književno-istorijska kategorija

Ovi termini se koriste da bi označili neke vanvremenske stilske crte - tipološki termin treba da označi idealni tip, stilske osobine van vremena i prostora (antički kanon).
Neki teoretičari (Vajs) smatraju da je pojam period pogrešno koristiti u stilskom, opisnom smislu (ne može romantizam u našem veku). Može se primeniti samo na jedan period, inače dolazi do zablude.
Barok kao tipološki termin obično se suprotstavlja renesansi (Verflin). Barok postaje kitnjasti, ukrasni, izveštačen stil.

## Različita shvatanja perioda
Obično razlikujemo dva tipa shvatanja perioda:
1. 1. realističko (metafizičko) - period je entitet čija se priroda mora instinktivno shvatiti. Period je izolovana celina. Ovo shvatanje je izvedeno iz prirodnih nauka - organicističko (Šplenger). Velek iVoren odbacuju ovakvo shvatanje, jer odbacuju ideju o organskom razvoju književnosti.
  2. nominalističko - period je samo proizvoljna oznaka za svaki vremenski segment u književnosti i ona se usvaja samo da bi se zadovoljile neke pragmatičke potrebe (u svrhu opisivanja). Velek i Voren odbacuju i ovakvo shvatanje.

## Periodizacija
Pod periodizacijom se podrazumeva postupak distribuiranja književnog materijala prošlosti prema nekim semantičkim jedinstvima.
Istoriju književnosti je nemoguće pisati bez teorijskog koncepta periodizacije. Periodizacijski sistem uspostavlja određenu naučnu orijentaciju u masi književnih činjenica prošlosti i sadašnjosti. Osnovno je zapažanje da u izvesnim epohama vladaju u književnosti neke opšte (zajedničke) idejne, emotivne, književne osobine koje karakterišu to doba. Istorija književnosti je izvršila podelu na književne periode prema nekim zajedničkim društvenim i književnim osobinama u tim periodima. U okviru toga se javlja u književnosti jednog doba čitav niz književnih elemenata koji pokazuju izvesnu srodnost, počev od tematike, preko oblika, književnih vrsta, sve do umetničko-poetskih slika, leksike, stila... Pored tih formalnih srodnosti javlja se i slično ili jedinstveno shvatanje umetnosti, jedinstvena poetika i estetika. Međutim, u istoriji književnosti ovakvi čisti teorijski oblici epohe ili perioda ne postoje gotovo nikada. Granice i prelazi su neodređeni i složeni.
Podelu na periode nalazimo već u renesansi - Skaligeri u svojoj Poeticirazlikuje pet perioda u istoriji latinske poezije: od početka, preko zrelosti do staračkog zastoja.
U 18. veku se javlja novi, Herderov koncept o pluralizmu estetskog ideala i o raznim vrstama poezije u raznim vremenima i kod raznih naroda.
Ranija istorija književnosti, devetnaestovekovna, tj. romantičarska epoha, donela je pojmove velikih istorijskih perioda književnosti i umetnosti.  Književni materijal počinje da se deli bilo prema političkim i kulturnim epohama, bilo prema vekovima i književnim školama i žanrovima (pr. elizabetinsko doba, jozefizam itd.).
U 20. veku se te podele vrše prema književno-stilskim osobinama pojedinih perioda, pa su otuda najstariji termini za književno-istorijsku periodizaciju od 16og veka: humanizam i renesansa, barok, klasicizam, prosvećenost, rokoko, sentimentalizam, predromantizam, romantizam, bidermajer, parnasovci, realizam, naturalizam, simbolizam, impresionizam, ekspresionizam, futurizam, dadaizam, nadrealizam.
Pre 16og veka književna periodizacija se uglavnom podudarala sa istorijskom, pa govorimo o književnosti starog i novog veka. U tim starijim epohama je mnogo značajnija žanrovska podela na književne rodove i vrste.

## R. Velek -O pojmu baroka(Kritički pojmovi)
Velek i Voren insistiraju da se u ovoj oblasti sprovede čisto književna periodizacija - merila iz same istorije književnosti. Nazivi perioda se ne smeju preuzimati iz drugih oblasti. Književna istorija se ne sme posmatrati kao deo razvoja društva, ako pre toga nismo ustanovili autonomne, specifične zakone same istorije književnosti.
Oni ističu da se jedno književno razdoblje može definisati pomoću dva načina, dve kategorije:
1. 1. pomoću stilskih oblika
  2. pomoću ideoloških kategorija ili emocionalnih stavova

Ni jedan način nije prihvatljiv. Čisto stilska definicija nije zadovoljavajuća, jer se pojedine stilske crte iz baroka mogu javiti i u drugim periodima. Ni pomoću emocionalnih stavova, pogleda na svet se ne govori ništa o konkretnim, formalnim stvarima. Ne zadovoljava ni definicija koja bi kombinovala ova dva određenja - jer je i ta definicija nakalemljena, spoljašnja. Jedan period (barok) je najbolje definisati iznutra, tj. pomoću oblika samog baroka (apstrahovati činjenicu iz samog dela).
Velek sledi Jakobsona i Tinjanova kad kaže da periodi nisu izolovane celine, već se prožimaju; period je dinamička struktura. Uzrok promene perioda Velek i Voren ne vide u društvenim promenama - smena (razvitak) je uslovljena unutrašnjim razlozima, a glavni razlog je potreba za novinom.
Velek i Voren, kao i svi koji računaju na semantičku autonomiju teksta, smatraju da periodizaciju treba vršiti na osnovu čisto književnih merila, koja se nalaze u samom delu. 
Osnovni metodološki stav moderne književne periodizacije je spoj sinhronije i dijahronije. Naučno istorijsko proučavanje književnosti treba da ostvari sintezu između posmatranja književnosti kao autonomnog individualnog umetničkog shvatanja i kao istorijskog procesa razvoja čovečanstva.